# Gaius Flaminius (Konsul 187 v. Chr.)
Gaius Flaminius († nach 181 v. Chr.) entstammte dem römischen Plebejergeschlecht der Flaminier und war 187 v. Chr. Konsul.

## Leben
Gaius Flaminius besaß nach dem Zeugnis der Fasti Capitolini einen gleichnamigen Vater und Großvater und war somit der Sohn des zweifachen Konsuls Gaius Flaminius, der 217 v. Chr. in der Schlacht am Trasimenischen See gegen Hannibal fiel.
Erstmals wird Flaminius in den Quellen 209 v. Chr. erwähnt, als er Quästor im Heer von Publius Cornelius Scipio Africanus in Spanien war. Das nächste bekannte Amt seines cursus honorum ist die kurulische Ädilität, die er erst dreizehn Jahre später, 196 v. Chr., ausübte. Damals ließ er gemeinsam mit seinem Amtskollegen Marcus Fulvius Nobilior eine Million Modii (Scheffel) Weizen zu sehr günstigen Preisen an das Volk verkaufen. Diese Nahrungsmittellieferung hatte er von den Siziliern im guten Gedenken an seinen Vater erhalten, der 227 v. Chr. als Prätor der erste reguläre römische Statthalter Siziliens gewesen war. Ferner veranstalteten Flaminius und Fulvius Nobilior mit großer Pracht dreitägige Spiele.
Zum Prätor wurde Flaminius 193 v. Chr. gewählt und verwaltete in dieser Eigenschaft die römische Provinz Hispania citerior. Er nahm umfangreiche Aushebungen vor, um die beträchtlichen Verluste an Soldaten wettzumachen, die sein Vorgänger Sextus Digitius erlitten hatte. Der Senat ermächtigte ihn außerdem, in Spanien weitere Rekrutierungen durchzuführen. Laut der überzogenen Darstellung des römischen Annalisten Valerius Antias soll Flaminius in Sizilien Truppen ausgehoben haben und auf der Weiterfahrt nach Spanien durch einen Sturm an die Küste Nordafrikas verschlagen worden sein. Auf der Iberischen Halbinsel angekommen, gelang es ihm, eine Stadt des Stammes der Oretani zu erobern. Während des Winters musste er weiterhin kleinere militärische Geplänkel bestehen und dabei Verluste hinnehmen. Er blieb mit verlängertem Imperium bis 190 v. Chr. in seiner Stellung und bekriegte mit einigem Erfolg die Keltiberer.
187 v. Chr. erreichte Flaminius mit der Bekleidung des Konsulats den Höhepunkt seiner Laufbahn. Er nahm seinen ehemaligen Kollegen Marcus Fulvius Nobilior in Schutz, als dieser sich Attacken von Seiten des zweiten Konsuls Marcus Aemilius Lepidus ausgesetzt sah. Mit der Zuweisung von Ligurien als Provinz an beide Konsuln war insbesondere Lepidus nicht einverstanden. Da Flaminius zunächst krank war, kam er erst später in seine Provinz, kämpfte erfolgreich gegen den ligurischen Stamm der Friniaten, zwang ihn zur Kapitulation und entwaffnete ihn. Nach Überquerung der Apenninen ging er gegen die Apuaner vor, die öfters in die Gebiete von Pisa und Bononia (heute Bologna) eingefallen waren. Auch dieses Volk wurde von Flaminius unterworfen.
Nach seiner gelungenen Kriegsführung ließ Flaminius seine Soldaten eine Straße von Bononia nach Arretium (heute Arezzo) anlegen, während sein Amtskollege Lepidus eine von Placentia (heute Piacenza) nach Ariminum (heute Rimini) führende Verlängerung der Via Flaminia schuf. Die Erbauung der Via Flaminia schreibt Strabon fälschlicherweise Flaminius zu, denn sie war in Wirklichkeit von Flaminius’ Vater als Zensor 220 v. Chr. errichtet worden.
Seit 183 v. Chr. gehörte Flaminius jenem Dreimännerkollegium an, dem die Leitung der Anlage von Aquileia anvertraut war. Die Gründung dieser römischen Kolonie latinischen Rechts fand zwei Jahre später, 181 v. Chr., statt. Nach diesem Zeitpunkt fehlen weitere Nachrichten von Flaminius.